# Liste des distinctions de Jenifer
 (janvier 2015).
Cet article dresse la liste des récompenses et nominations de Jenifer.

## NRJ Music Awards
| Année | Travail nommé                            | Catégorie                    | Résultat   |
| ----- | ---------------------------------------- | ---------------------------- | ---------- |
| 2003  | Jenifer                                  | Révélation francophone       | Lauréat    |
| 2004  | Jenifer                                  | Artiste féminine francophone | Lauréat    |
| 2005  | Jenifer                                  | Artiste féminine francophone | Lauréat    |
| 2005  | Le Passage                               | Album francophone            | Lauréat    |
| 2006  | Jenifer                                  | Artiste féminine francophone | Lauréat    |
| 2008  | Jenifer                                  | Artiste féminine francophone | Lauréat    |
| 2008  | Tourner ma page                          | Chanson francophone          | Nomination |
| 2009  | Jenifer                                  | Artiste féminine francophone | Lauréat    |
| 2011  | Jenifer                                  | Artiste féminine francophone | Lauréat    |
| 2013  | Jenifer                                  | Artiste féminine francophone | Nomination |
| 2013  | Sur le fil                               | Chanson francophone          | Nomination |
| 2016  | Jenifer                                  | Artiste féminine francophone | Nomination |
| 2018  | Jenifer                                  | Artiste féminine francophone | Nomination |
| 2019  | Jenifer                                  | Artiste féminine francophone | Nomination |
| 2019  | Les choses simples (en duo avec Slimane) | Performance francophone      | Nomination |
| 2022  | Elle-même                                | Award d’honneur              | Lauréat    |

## Victoires de la musique
| Année | Travail nommé | Catégorie        | Résultat   |
| ----- | ------------- | ---------------- | ---------- |
| 2003  | Jenifer       | Album Révélation | Nomination |

## MTV Europe Music Awards
| Année | Travail nommé | Catégorie           | Résultat   |
| ----- | ------------- | ------------------- | ---------- |
| 2003  | Jenifer       | Artiste francophone | Nomination |
| 2004  | Jenifer       | Artiste francophone | Lauréat    |

## Chanson de l'année
| Année | Travail nommé  | Catégorie          | Résultat   |
| ----- | -------------- | ------------------ | ---------- |
| 2008  | Comme Un Hic   | Chanson de l’année | Nomination |
| 2010  | Je Danse       | Chanson de l’année | Nomination |
| 2011  | L'Amour fou    | Chanson de l’année | Nomination |
| 2012  | L'Amour et moi | Chanson de l’année | Nomination |
| 2019  | Notre idylle   | Chanson de l’année | Nomination |

## Décoration
- Chevalier de l'ordre des Arts et des Lettres (2021)[1]